# Kostel Nanebevzetí Panny Marie (Kohoutov)
Kostel Nanebevzetí Panny Marie je římskokatolický, orientovaný filiální, bývalý farní kostel v Kohoutově. Patří do farnosti Dvůr Králové nad Labem. Od 25. 7. 1994 je chráněn jako kulturní památka České republiky. Náročná sakrální stavba, postavená v duchu barokních tradic s empírovými prvky.

## Historie
Původní školní kaple z roku 1752 byla přestavěna roku 1788 na dnešní barokní kostel, dalšími úpravy prošel v roce 1827. Na fasádě se dochovaly sluneční hodiny s německým nápisem „Es ist später, als Du denkst. Benutze jeden Augenblick, verlorene Zeit kehrt nie zurück.“ („Je později, než si myslíš. Využij každého okamžiku, ztracený čas se nikdy nevrátí.“)

## Okolí
Památkově chráněná je i bývalá fara čp. 72 a socha sv. Jana Nepomuckého před kostelem.

## Bohoslužby
Pravidelné bohoslužby se v kostele nekonají.

## Fotogalerie

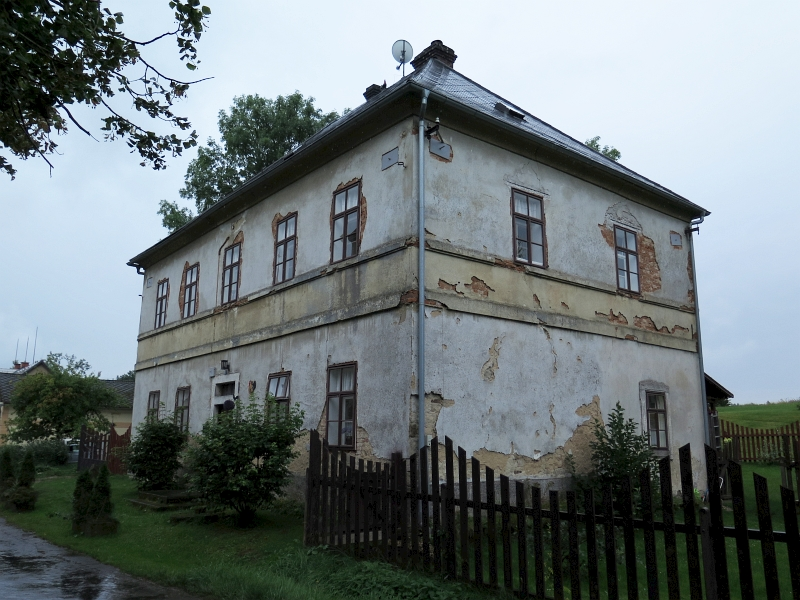
Bývalá fara čp. 72
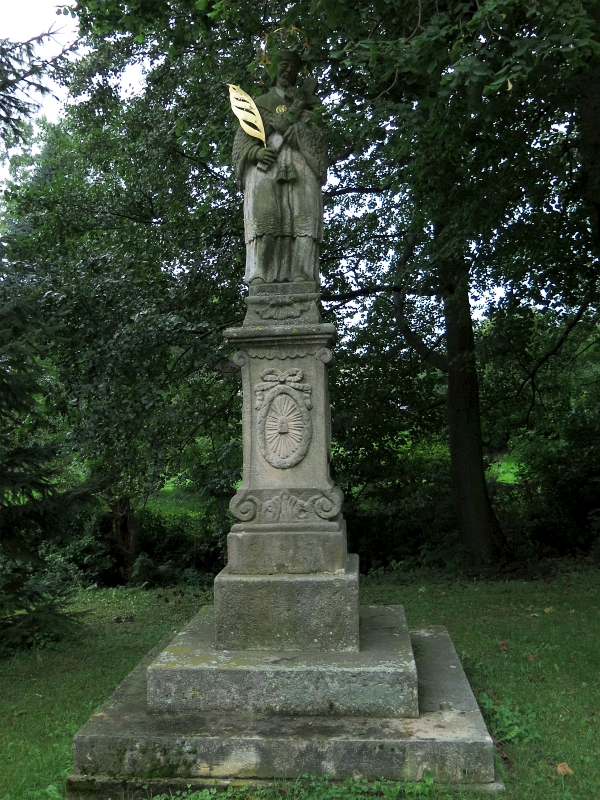
Socha sv. Jana Nepomuckého